# Paradamoetas cara
Paradamoetas cara är en spindelart som först beskrevs av George William Peckham och Elizabeth Maria Gifford Peckham 1892.  Paradamoetas cara ingår i släktet Paradamoetas och familjen hoppspindlar. Inga underarter finns listade i Catalogue of Life.